# Aplomyopsis brasiliensis
Aplomyopsis brasiliensis là một loài ruồi trong họ Tachinidae.